# De la cabeza (programa de televisión)
De la cabeza fue un programa de televisión argentino de humor absurdo, emitido durante 1992 y 1993 en Canal 2 (actualmente América TV) y protagonizada por Alfredo Casero, Fabio Alberti, Mex Urtizberea, Rodolfo Samsó, Favio Posca y Diego Capusotto. El soundtrack de apertura del programa era una adaptación de la canción Chameeko Twist, del grupo Los Twist.

## Historia
En 1992, el por entonces director artístico de América TV, Roberto Cenderelli, decidiría reclutar a grupos de actores del movimiento underground porteño para la realización de un nuevo programa de humor; dicho elenco resultaría ser casi en su totalidad salido del Parakultural, debutando así en un nuevo programa, en donde cada grupo grababa 15 minutos de asociación libre de sus propias ideas, y de allí, se seleccionaba solo un minuto. Las situaciones inconexas, y la apariencia de un zapeo frenético fueron característicos de una nueva forma de hacer humor: la teleaudiencia celebraría la llegada de actores nuevos y de ideas que habían estado confinadas, hasta ese momento, al circuito under. A fines de ese año, el elenco se consagra como ganador del Premio Pensario, y realizan una participación especial en el programa Peor es nada, conducido por Jorge Guinzburg en El Trece, en un especial titulado Crápula. El programa continuó en 1993 tras la separación de Favio Posca, quien en Canal 9 Libertad presentó un programa similar llamado Del Tomate. El ciclo llega a su fin hasta que a mediados de 1993 aparecen Nicolás Repetto y Raúl Naya, quienes eran admiradores del elenco, para producirlos y crear un nuevo programa, de esa manera Casero, Alberti, Urtizberea, Samsó, Capusotto y otros crearon Cha cha cha, que se emitió hasta 1997. En 1995 Mex Urtizberea creó el programa Magazine For Fai, emitido hasta 1999, impulsando la carrera actoral de niños mediante la técnica de la improvisación.

## Reparto
- Alfredo Casero
- Fabio Alberti
- Mex Urtizberea
- Rodolfo Samsó
- Pablo Cedrón
- Mariana Briski
- Daniel Aráoz
- Roberto Pettinato
- Favio Posca
- Diego Capusotto
- Vivian El Jaber
- Sandra Monteagudo
- Diana Baxter
- Fernando Baleirón
- La Cuadrilla

## Participaciones e invitados especiales
El ciclo contó con algunas participaciones, cómo por ejemplo: Nazareno Casero, quien realizó en el programa, su primera aparición en televisión, a una edad muy temprana. También hubo muchos invitados especiales, estos fueron: Cali Adinolfi (en el sketch del primer programa con Pettinato y Aráoz), Augusto Souza, Adriana Mascialino, Irene Almus, Triciclosclos, Las Gambas al Ajillo (Alejandra Flechner, María José Gabin y Laura Markert), Susana Roccasalvo, Juan Castro, Pato Galván, Antonio Birabent, Leo Maslíah, Juan Carlos Mesa, Gabriel Mesa, Pipo Cipolatti, Jorge Montejo, César Bordón, Mario Grasso, Pancho Ibáñez, Emanuel Gandolfo, Mc. Phantom, Quique Wolff, Julián Weich, Adrián Suar, Fabián Vena entre otros.

## Personal
- Realización: Mariano Mucci.
- Edición: Daniel Gómez.
- Asistente de dirección: Néstor Montalbano.
- Producción ejecutiva: Susana Repetto.
- Escenografía: Marcelo Minoliti, Paul Cavana.
- Iluminación: Pedro Ripamonti, José Imas.
- Sonido y musicalización: Hugo Melo.
- Dirección: Marcelo Ferrero.